# Eunoe iphionoides
Eunoe iphionoides är en ringmaskart som beskrevs av McIntosh 1885. Eunoe iphionoides ingår i släktet Eunoe och familjen Polynoidae.
Artens utbredningsområde är havet kring Nya Zeeland. Inga underarter finns listade i Catalogue of Life.